# III. třída okresu Hradec Králové 2005/2006
V utkáních III. třídy okresu Hradec Králové 2005/06, jedné ze skupin 9. nejvyšší fotbalové soutěže v Česku, se utkalo 14 týmů dvoukolovým systémem podzim – jaro. Tento ročník začal v srpnu 2005 a skončil v červnu 2006.
Postup do II. třídy okresu Hradec Králové 2006/2007 si zajistil vítězný tým SK Starý Bydžov. Sestoupily poslední dva týmy AFK Probluz "B" a TJ Ohnišťany.

## Konečná tabulka III. třídy okresu Hradec Králové 2005/2006
| Poř. | Tým                              | Z  | V  | R | P  | VG | OG | B  |
| ---- | -------------------------------- | -- | -- | - | -- | -- | -- | -- |
| 1.   | SK Starý Bydžov (N)              | 26 | 18 | 4 | 4  | 75 | 33 | 58 |
| 2.   | SK Slavia Libřice                | 26 | 17 | 4 | 5  | 71 | 28 | 55 |
| 3.   | FK Černilov "B"                  | 26 | 15 | 3 | 8  | 48 | 47 | 48 |
| 4.   | Sk Bystřian Kunčice "B"          | 26 | 13 | 3 | 10 | 45 | 50 | 42 |
| 5.   | TJ Sokol Malšova Lhota           | 26 | 12 | 4 | 10 | 32 | 35 | 40 |
| 6.   | TJ Sokol Nové Město nad Cidlinou | 26 | 10 | 3 | 13 | 48 | 38 | 33 |
| 7.   | Sokol Smidary/Červeněves         | 26 | 9  | 6 | 11 | 43 | 46 | 33 |
| 8.   | AFK Dobřenice                    | 26 | 9  | 6 | 11 | 43 | 56 | 33 |
| 9.   | TJ Slavoj Skřivany (S)           | 26 | 7  | 8 | 11 | 40 | 44 | 29 |
| 10.  | Sokol Lhota pod Libčany "B"      | 26 | 7  | 8 | 11 | 43 | 50 | 29 |
| 11.  | FC Spartak Kobylice "B"          | 26 | 7  | 8 | 11 | 48 | 61 | 29 |
| 12.  | TJ Sokol Hořiněves (N)           | 26 | 7  | 6 | 13 | 54 | 60 | 27 |
| 13.  | AFK Probluz "B"                  | 26 | 6  | 9 | 11 | 41 | 73 | 27 |
| 14.  | TJ Ohnišťany                     | 26 | 5  | 8 | 13 | 39 | 57 | 23 |

Poznámky:
- Z = Odehrané zápasy; V = Vítězství; R = Remízy; P = Prohry; VG = Vstřelené góly; OG = Obdržené góly; B = Body; (S) = Mužstvo sestoupivší z vyšší soutěže; (N) = Mužstvo postoupivší z nižší soutěže (nováček)

|  | Postup do II. třídy okresu Hradec Králové 2006/2007 |
|  | Sestup do IV. třídy okresu Hradec Králové 2006/2007 |